# Polymicrodon furcillifer
Polymicrodon furcillifer är en mångfotingart som beskrevs av Karl Wilhelm Verhoeff 1897. Polymicrodon furcillifer ingår i släktet Polymicrodon och familjen knöldubbelfotingar. Inga underarter finns listade i Catalogue of Life.